# Rivière Saumon Ouest
Pour les articles homonymes, voir Rivière au Saumon et Saumon (homonymie).
La rivière Saumon Ouest est un affluent de la rivière Saumon, coulant uniquement dans le territoire de la municipalité de Notre-Dame-de-Bonsecours, dans la municipalité régionale de comté (MRC) de Papineau, dans la région administrative de l'Outaouais, dans la province de Québec, au Canada.
Cette petite vallée est surtout desservie par le chemin Kenauk (sens est-ouest), la Côte Angèle et la Côte Azélie.
La foresterie (surtout la sylviculture) s'avère l'activité économique principale de cette vallée.

## Géographie
La rivière Saumon Ouest tire sa source du lac Sugar Bush (longueur: 0,9 km; altitude: 241 m) situé en zone forestière.
L'embouchure du lac Sugar Bush est situé du côté sud, au fond d'une baie s'étirant sur 0,25 km. À partir de l'embouchure du lac Sugar Bush, la rivière Saumon Ouest descend sur 14,3 km, avec une dénivellation de 134 km, selon les segments suivants:
- 2,4 km vers le sud en ligne droite en traversant un petit lac très étroit et en recueillant la décharge (venant de l'ouest) d'un petit lac, jusqu'à un coude de rivière;
- 7,6 km vers l'est en recueillant en recueillant six ruisseaux (venant du nord), jusqu'au Crique Rouge (venant du nord);
- 4,3 km d'abord vers le sud jusqu'à un coude de rivière, puis vers l'est en formant quelques serpentins, jusqu'à son embouchure[2].

À partir de la confluence entre la rivière Saumon Ouest et la rivière Saumon, le courant descend sur 10,9 km en suivant le cours de la rivière Saumon jusqu'à la rive nord de la rivière des Outaouais; puis sur km en suivant le cours de la rivière des Outaouais, jusqu'au fleuve Saint-Laurent.

## Toponymie
Le toponyme « rivière Saumon Ouest » a été officialisé le 3 novembre 1983 à la Banque des noms de lieux de la Commission de toponymie du Québec.